# Anochetus muzziolii
Anochetus muzziolii is een mierensoort uit de onderfamilie van de Ponerinae. De wetenschappelijke naam van de soort is voor het eerst geldig gepubliceerd in 1932 door Menozzi.